# Prods Oktor Skjærvø
Prods Oktor Skjærvø (* 30. Dezember 1944 in Steinkjer) ist ein norwegischer Iranist und Sprachwissenschaftler. Bis zu seiner Emeritierung 2015 war er Professor für Iranische Studien an der Harvard University.

## Leben
Prods Oktor Skjærvø studierte an der Universität Oslo Latein, Französisch und Sanskrit. 1981 schloss er sein Studium an derselben Universität mit der Doktorarbeit über die Paikuli-Inschrift ab. Seine Habilitation erfolgte 1984 an der Johannes Gutenberg-Universität in Mainz mit einer vergleichenden Sprachstudie eines Texts aus dem Königreich von Hotan, in der er die Version in Sanskrit mit den tibetischen und chinesischen Sprachversionen vergleicht und in die englische Sprache übersetzt. Von 1984 bis 1985 war er Professor für Vergleichende Sprachwissenschaft und iranische Sprachen in Mainz. Als Editor von Encyclopædia Iranica an der Columbia University schrieb Prods Oktor Skjaervo von 1984 bis 1991 zahlreiche Artikel über verschiedene Begriffe und Texte des Avesta, die Kayaniden und iranische Sprachen. 1991 übernahm er die Nachfolge von Richard Nelson Frye an der Harvard University. Er war Aga Khan Professor für Iranische Studien bis zu seiner Emeritierung 2015.
Bereits als Jugendlicher lernte Prods Oktor Skjærvø Altnordisch, Englisch, Französisch, Deutsch, Italienisch, Spanisch und Latein. In dieser Zeit setzte er sich auch erstmals mit einer Sanskritgrammatik auseinander, die er sich von der Königlichen Norwegischen Wissenschaftlichen Gesellschaft ausgeliehen hatte. An der Universität Oslo lernte er zusätzlich Russisch, die altpersische Sprache und moderne iranische Dialekte. Für die Einreichung der Doktorarbeit kamen das Avestische, Mittelpersische, Parthische, Sogdische, Khotanische und weitere Indogermanische Sprachen hinzu. Insgesamt beherrscht Prods Oktor Skjærvø über 30 Sprachen, die er in Forschungen, Übersetzungen und als Ali Khan seiner Universität einsetzen konnte.

## Veröffentlichungen (Auszug)
- Notes on the dialects of Mīnāb and Hormoz (=Norwegian Journal of Linguistics (NTS). Band 29). 1975, S. 113–128.
- The Paikuli inscription, restoration and interpretation. Oslo 1981. (Doktorat)
- The Khotanese Suvarṇabhāsottamasūtra. Mainz 1983. (Habilitation)
- The Sassanian Inscription of Paikuli. 3 Bände (Helmut Humbach Hrsg.), Band 3. Reichert Verlag, Wiesbaden 1983. ISBN 978-3-88226-156-1
- Remarks on the Old Persian verbal system (=Münchener Studien zur Sprachwissenschaft. Band 45). 1985, S. 211–227 (Festgabe für Karl Hoffmann)
- Studia grammatica Iranica: Festschrift für Helmut Humbach. (zusammen mit Rüdiger Schmitt). In: Münchener Studien zur Sprachwissenschaft. Beiheft 1986. (Inhaltsverzeichnis)
- The Gāthās of Zarathushtra and the Other Old Avestan Texts. (Helmut Humbach und Mitwirkende). 2 Bände. Heidelberg, 1991.
- Jean Kellens: Essays on Zarathustra and Zoroastrianism. Übersetzung und Herausgabe. Costa Mesa, California, 2000.
- Ahura Mazdā and Ārmaiti, Heaven and Earth, in the Old Avesta (=Journal of the American Oriental Society. Band 122, Heft 2). 2002, S. 399–410. (jstor.org)
- The Zoroastrian Oral Tradition as Reflected in the Texts. In: Alberto Cantera (Hrsg.): The Transmission of the Avesta. Iranica 20. Wiesbaden 2012, S. 3–48.
- The Spirit of Zoroastrianism. Yale University Press 2012. ISBN 978-0-300-17035-1.
- Zoroastrianism. In: Michele R. Salzman, Marvin A. Sweeney (Hrsg.): The Cambridge History of Religions in the Ancient World. Band 1. Cambridge 2013, S. 102–128.
- The Avesta and Zoroastrianism in Achaemenid and Sasanian Iran. In: Daniel T. Potts (Hrsg.): The Oxford Handbook of Ancient Iran. Oxford 2013, S. 547–565.
- Gathic Quotations in the Young Avesta. In: Éric Pirart (Hrsg.): Le sort des Gâthâs et autres études iraniennes. In Memorian Jacques Duchesne-Guillemin. Acta Iranica Band 54. Leuven, Paris, Walpole, Massachusetts 2013, S. 177–199.

## Festschrift
- Carol Altman Bromberg, Nicholas Sims-Williams, Ursula Sims-Williams (Hrsg.): Iranian and Zoroastrian Studies in Honor of Prods Oktor Skjærvø. Bulletin of the Asia Institute, Band 19, Bloomfield Hills 2005. (jstor.org)